# Sonthonnax-la-Montagne
Pour les articles homonymes, voir Sonthonnax.
Sonthonnax-la-Montagne est une commune française, située dans le département de l'Ain en région Auvergne-Rhône-Alpes. Elle se situe à 37,6 kilomètres de Bourg-en-Bresse et 15,4 kilomètres de Nantua.
Ses habitants n'ont pas d'appellation particulière.

## Géographie

### Situation
Sonthonnax-la-Montagne se situe au centre-est du département de l'Ain dans le Haut Bugey, dans le massif du Jura. La commune actuelle résulte de la fusion en 1973 dela commune de Sonthonnax-la-Montagne et de la commune la moins peuplée du département à l'époque : Napt. Son territoire est vallonné par les Monts Berthiand. Il est délimité par les communes de Matafelon-Granges, Izernore, Nurieux-Volognat, Leyssard et Bolozon.
La commune comprend quelques hameaux : Heyriat et les deux anciennes fermes Revers et Vernon étaient déjà rattachées à Sonthonnax, le ferme du Pin étant, à l'époque, rattachée au hameau de Napt.
Le territoire communal est traversé par deux ruisseaux : celui de Mailloux qui se jette dans l'Ain et celui de Nébois qui se jette dans l'Oignin.
La forêt occupe une place importante sur le territoire communal.

### Climat
Pour des articles plus généraux, voir Climat d'Auvergne-Rhône-Alpes et Climat de l'Ain.
En 2010, le climat de la commune est de type climat de montagne, selon une étude du CNRS s'appuyant sur une série de données couvrant la période 1971-2000. En 2020, Météo-France publie une typologie des climats de la France métropolitaine dans laquelle la commune est dans une zone de transition entre le climat semi-continental et le climat de montagne et est dans la région climatique Jura, caractérisée par une forte pluviométrie en toutes saisons (1 000 à 1 500 mm/an), des hivers rigoureux et un ensoleillement médiocre.
Pour la période 1971-2000, la température annuelle moyenne est de 9,2 °C, avec une amplitude thermique annuelle de 16,9 °C. Le cumul annuel moyen de précipitations est de 1 598 mm, avec 13 jours de précipitations en janvier et 9,2 jours en juillet. Pour la période 1991-2020, la température moyenne annuelle observée sur la station météorologique de Météo-France la plus proche, « Ceyzériat_sapc », sur la commune de Ceyzériat à 17 km à vol d'oiseau, est de 11,7 °C et le cumul annuel moyen de précipitations est de 1 032,6 mm,. Pour l'avenir, les paramètres climatiques de la commune estimés pour 2050 selon différents scénarios d'émission de gaz à effet de serre sont consultables sur un site dédié publié par Météo-France en novembre 2022.

### Voies de communication et transports
Le village se trouve à environ 9 km de l'entrée « La Croix Châlon » de l'autoroute A404. Celle-ci rejoint l'autoroute A40 en 6 km.
Sonthonnax-la-Montagne est située sur la route départementale 11d qui relie Mornay à Nébois. Cette route croise la route départementale 11e ou « route de la Serra » à Heyriat, et permet de rejoindre Napt. Cette route permet de rejoindre Bolozon et les bords de l'Ain par une petite route dans une longue descente.

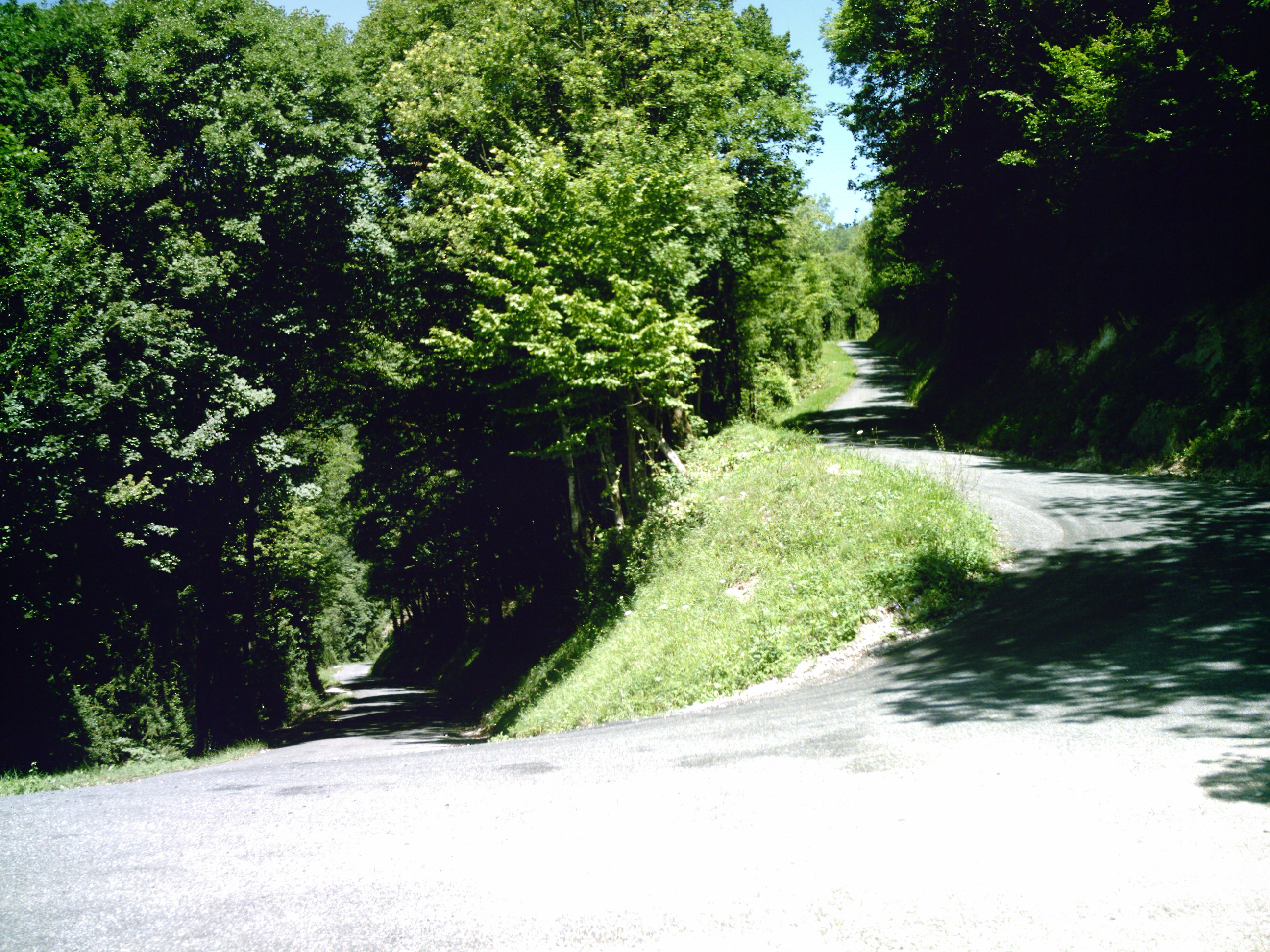
L'étroite route de la Serra.

## Urbanisme

### Typologie
Au 1er janvier 2024, Sonthonnax-la-Montagne est catégorisée commune rurale à habitat dispersé, selon la nouvelle grille communale de densité à 7 niveaux définie par l'Insee en 2022.
Elle est située hors unité urbaine. Par ailleurs la commune fait partie de l'aire d'attraction d'Oyonnax, dont elle est une commune de la couronne,. Cette aire, qui regroupe 40 communes, est catégorisée dans les aires de 50 000 à moins de 200 000 habitants,.

### Occupation des sols
L'occupation des sols de la commune, telle qu'elle ressort de la base de données européenne d’occupation biophysique des sols Corine Land Cover (CLC), est marquée par l'importance des forêts et milieux semi-naturels (65 % en 2018), une proportion sensiblement équivalente à celle de 1990 (65,6 %). La répartition détaillée en 2018 est la suivante : 
forêts (65 %), prairies (25,5 %), zones agricoles hétérogènes (7,1 %), zones urbanisées (2,4 %).
L'évolution de l’occupation des sols de la commune et de ses infrastructures peut être observée sur les différentes représentations cartographiques du territoire : la carte de Cassini (XVIIIe siècle), la carte d'état-major (1820-1866) et les cartes ou photos aériennes de l'IGN pour la période actuelle (1950 à aujourd'hui).

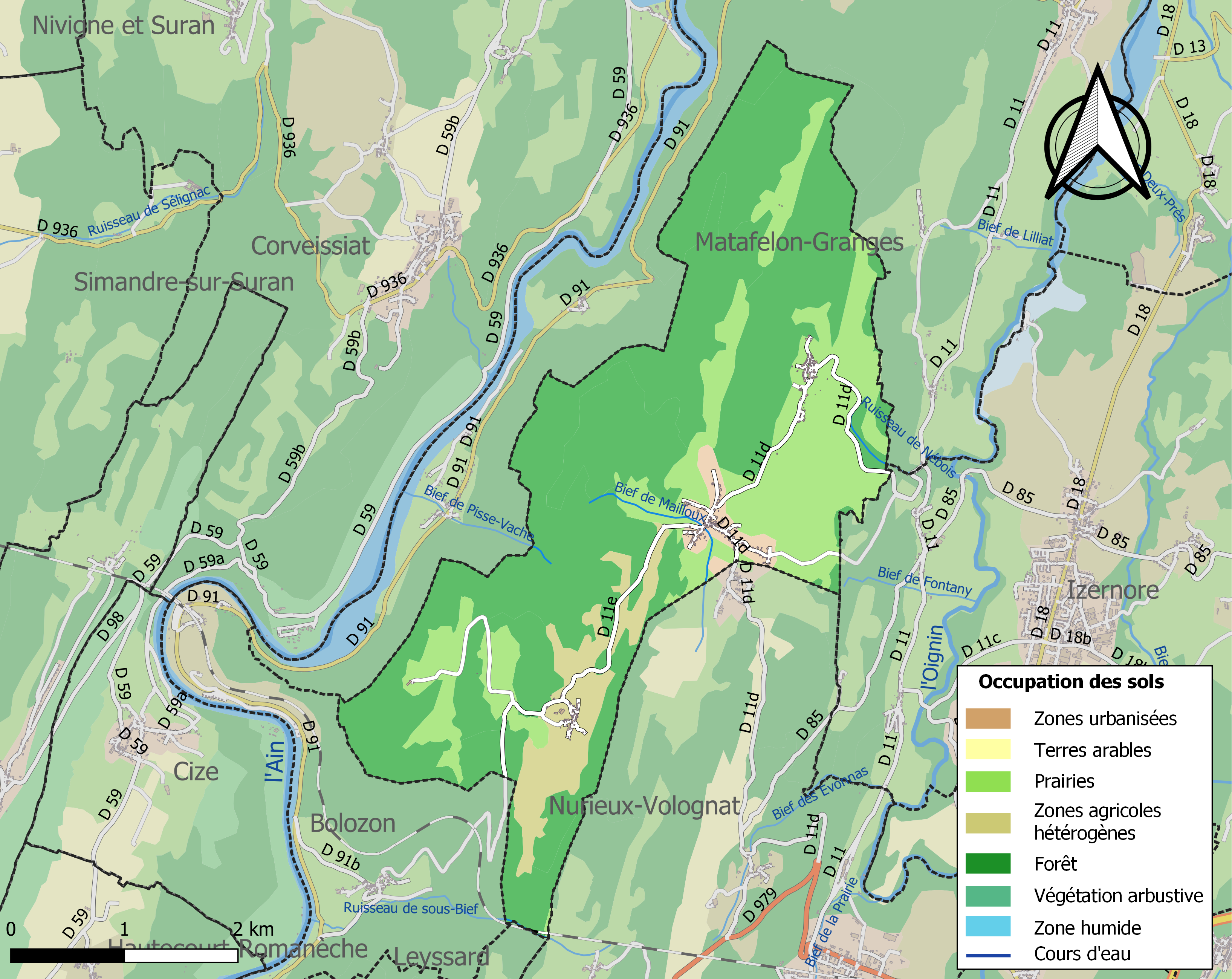
Carte des infrastructures et de l'occupation des sols de la commune en 2018 (CLC).

#### Morphologie urbaine
La commune située sur un versant est des monts Berthiand est allongée sur un axe nord-sud. Tout au sud, Leyssard est limitrophe de Sonthonnax par une petite pointe. Bolozon se situe au sud-est, mais sur le versant ouest. À l'est se trouvent les communes de Nurieux-Volognat et d'Izernore. Enfin, du nord-est à l'ouest, Matafelon-Granges est limitrophe de Sonthonnax.

#### Logement
Le nombre total de logements dans la commune est de 132. Parmi ces logements, 80,3 % sont des résidences principales, 12,9 % sont des résidences secondaires et 6,8 % sont des logements vacants. Ces logements sont pour une part 97,2 % des maisons individuelles, aucun appartement et enfin seulement 2,8 % sont des logements d'un autre type. La part d'habitants propriétaires de leur logement est de 85,8 %. Ce qui est supérieur à la moyenne nationale qui se monte à près de 55,3 %. En conséquence, la part de locataires est de 9,4 % sur l'ensemble des logements qui est inversement inférieur à la moyenne nationale qui est de 39,8 %. On peut noter également que 4,7 % des habitants de la commune sont des personnes logées gratuitement alors qu'au niveau de l'ensemble de la France le pourcentage est de 4,9 %. Toujours sur l'ensemble des logements de la commune, 1,9 % sont des studios, 2,8 % sont des logements de deux pièces, 14,2 % en ont trois, 24,5 % des logements disposent de quatre pièces, et 56,6 % des logements ont cinq pièces ou plus.

## Toponymie

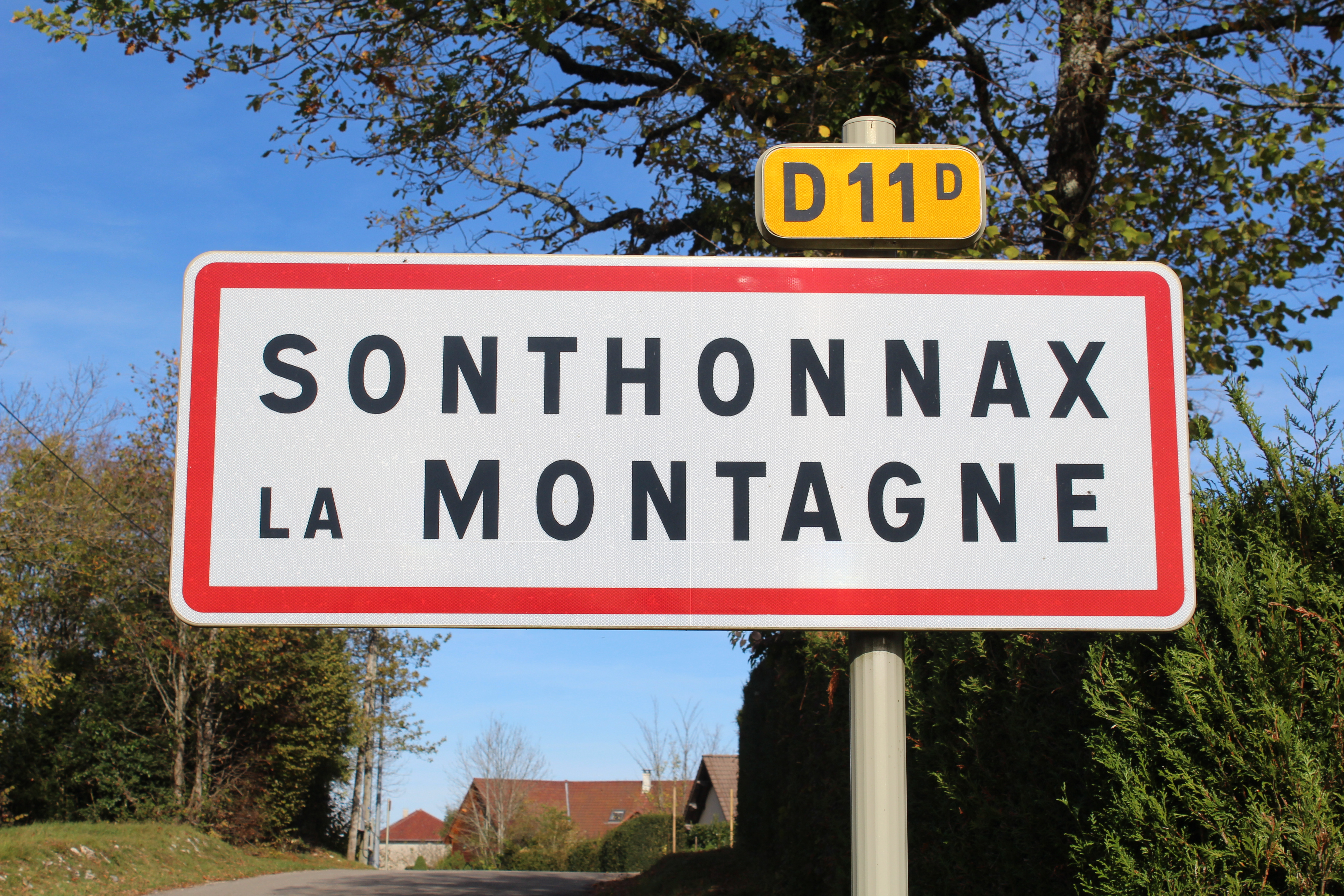
Panneau d'entrée.

La dernière consonne est rarement prononcée, ou bien sa prononciation indique l’origine étrangère du locuteur. Pour les noms multisyllabiques, « x » indique l’accentuation sur la dernière syllabe le différenciant avec le z final qui sert à marquer le paroxytonisme et ne devrait pas être prononcé dans sa langue d'origine.
La première mention connue de la commune est sous le nom Sanctus Sonatus montis. La commune est ensuite nommée Sandonat puis Sandonax

## Histoire

### Faits historiques

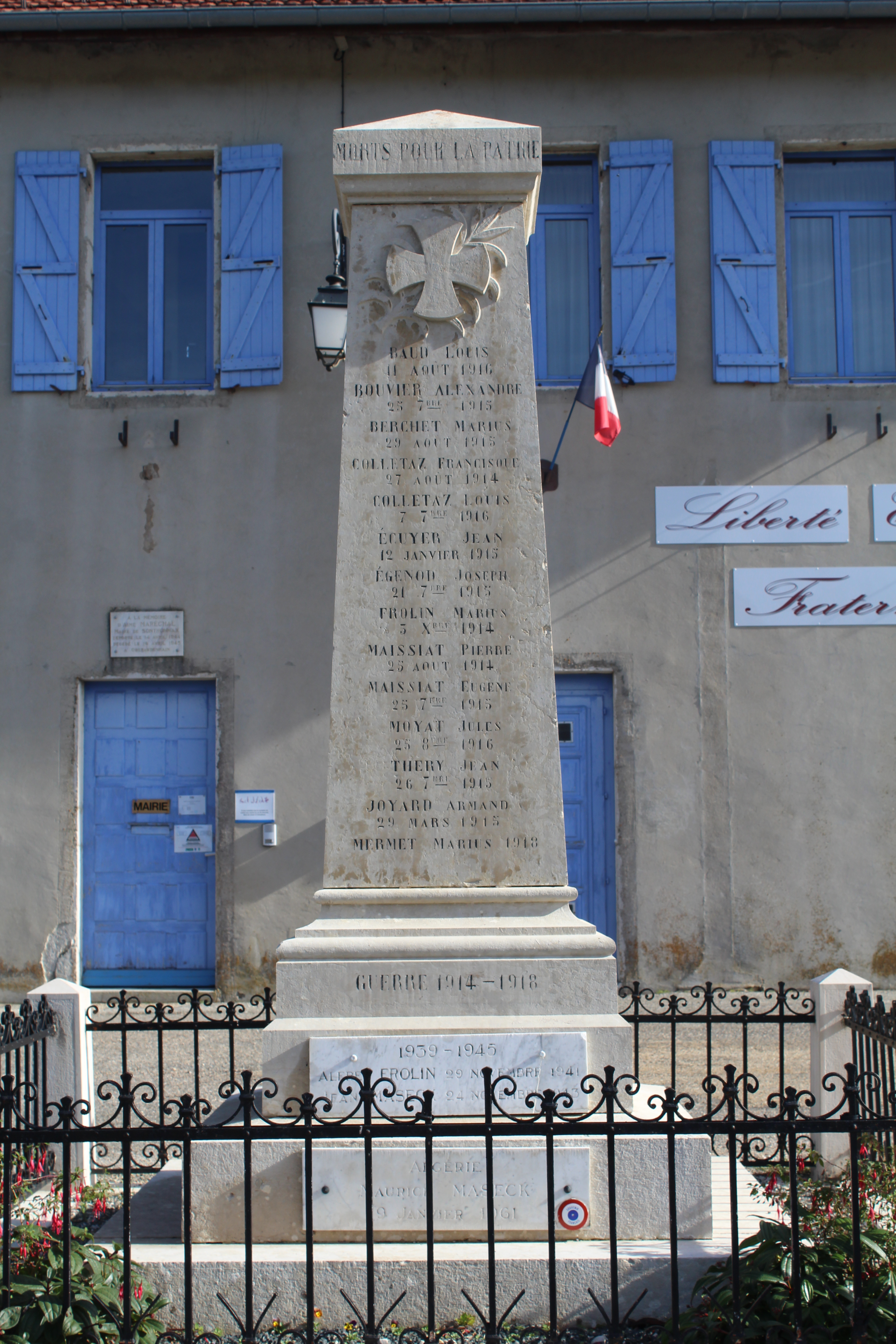
Le monument aux morts devant la mairie.

Source : https://www.sonthonnax-la-montagne.fr/

## Politique et administration

### Résultats politiques

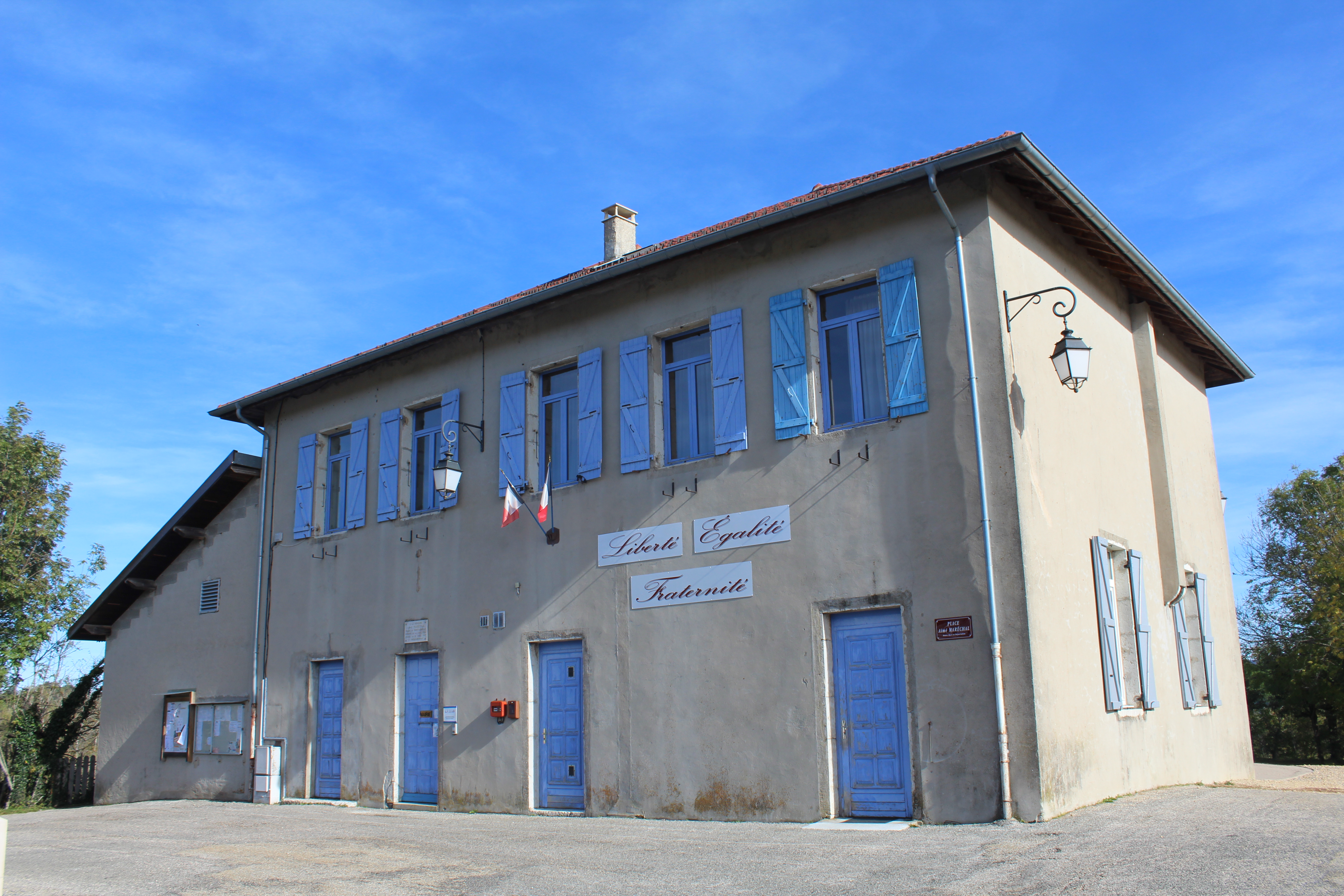
La mairie.

- Résultats électoraux en ligne sur le site du Ministère de l'Intérieur

Élections présidentielles, résultats des deuxièmes tours :
- élection présidentielle de 2007 : 51,85 % pour M. Nicolas Sarkozy (UMP), 48,15 % pour Mme Ségolène Royal (PS), 89,49 % de participation.
- élection présidentielle de 2002 : 85,14 % pour M. Jacques Chirac (UMP), 14,86 % pour M. Jean-Marie Le Pen (FN), 85,65 % de participation.

Élections législatives, résultats des deuxièmes tours :
- élections législatives de 2007 : 38,10 % pour M. Charles de La Verpillière (UMP) (Élu au premier tour), 66,15 % de participation.
- élections législatives de 2002 : 54,47 % pour Mme Éliane Drut-Gorju (PS), 45,53 % pour M. Lucien Guichon (UMP), 59,91 % de participation.

Élections européennes, résultats des deux meilleurs scores :
- élections européennes de 2004 : 33,33 % pour M. Michel Rocard (PS), 15,32 % pour M. Jean-Luc Bennahmias (Les Verts), 51,60 % de participation.

Élections régionales, résultats des deux meilleurs scores :
- élections régionales de 2004 : 55,03 % pour M. Jean-Jack Queyranne (LGA), 27,52 % pour Mme Anne-Marie Comparini (LDR), 70,05 % de participation.

Élections cantonales, résultats des deuxièmes tours :
- élections cantonales de 2008 : 71,19 % pour M. Mario Borroni (DVG), 16,95 % pour M. Michel Colletaz (UMP), 67,68 % de participation.
- élections cantonales de 2001[14] : 51,19 % pour Mme Laurence Jeanneret-Nguyen (DL), 48,81 % pour M. Michel Genoux (DVD), 60,42 % de participation.

Élections municipales, résultats des deuxièmes tours :
- élections municipales de 2008 : M. Gérard Frolin est élu pour un troisième mandat de maire, résultats complets sur le site du ministère de l'Intérieur, 92,05 % de participation.
- élections municipales de 2001 : M. Gérard Frolin est élu pour un deuxième mandat de maire, - % de participation.

Élections référendaires :
- Référendum de 2005 relatif au traité établissant une Constitution pour l'Europe : 42,70 % pour le « Oui », 57,30 % pour le « Non », 81,39 % de participation.

### Administration municipale
| Période     | Période  | Identité        | Étiquette | Qualité    |
| ----------- | -------- | --------------- | --------- | ---------- |
| avant 1995  | 2014     | Gérard Frolin   | DVG       |            |
| 2014        | 2020     | Dominique Garbe | SE        | Industriel |
| 25 mai 2020 | En cours | Fabrice Monaci  |           |            |

### Jumelages
La commune n'a pas développé d'association de jumelage.

## Population et société

### Démographie

#### Évolution démographique
L'évolution du nombre d'habitants est connue à travers les recensements de la population effectués dans la commune depuis 1793. Pour les communes de moins de 10 000 habitants, une enquête de recensement portant sur toute la population est réalisée tous les cinq ans, les populations de référence des années intermédiaires étant quant à elles estimées par interpolation ou extrapolation. Pour la commune, le premier recensement exhaustif entrant dans le cadre du nouveau dispositif a été réalisé en 2004.
En 2022, la commune comptait 287 habitants, en évolution de −9,75 % par rapport à 2016 (Ain : +5,15 %, France hors Mayotte : +2,11 %).
| 1793 | 1800 | 1806 | 1821 | 1831 | 1836 | 1841 | 1846 | 1851 |
| ---- | ---- | ---- | ---- | ---- | ---- | ---- | ---- | ---- |
| 424  | 487  | 537  | 388  | 450  | 445  | 435  | 487  | 505  |

| 1856 | 1861 | 1866 | 1872 | 1876 | 1881 | 1886 | 1891 | 1896 |
| ---- | ---- | ---- | ---- | ---- | ---- | ---- | ---- | ---- |
| 458  | 439  | 412  | 399  | 404  | 407  | 402  | 360  | 360  |

| 1901 | 1906 | 1911 | 1921 | 1926 | 1931 | 1936 | 1946 | 1954 |
| ---- | ---- | ---- | ---- | ---- | ---- | ---- | ---- | ---- |
| 331  | 276  | 243  | 242  | 219  | 182  | 190  | 157  | 159  |

| 1962 | 1968 | 1975 | 1982 | 1990 | 1999 | 2004 | 2006 | 2009 |
| ---- | ---- | ---- | ---- | ---- | ---- | ---- | ---- | ---- |
| 157  | 140  | 153  | 194  | 242  | 302  | 312  | 315  | 329  |

| 2014 | 2019 | 2022 | - | - | - | - | - | - |
| ---- | ---- | ---- | - | - | - | - | - | - |
| 322  | 300  | 287  | - | - | - | - | - | - |

#### Pyramide des âges
En 2021, le taux de personnes d'un âge inférieur à 30 ans s'élève à 30,0 %, soit en dessous de la moyenne départementale (35,3 %). De même, le taux de personnes d'âge supérieur à 60 ans est de 23,8 % la même année, alors qu'il est de 24,3 % au niveau départemental.
En 2021, la commune comptait 158 hommes pour 134 femmes, soit un taux de 54,11 % d'hommes, largement supérieur au taux départemental (49,35 %).
Les pyramides des âges de la commune et du département s'établissent comme suit :
| Hommes | Classe d’âge | Femmes |
| ------ | ------------ | ------ |
| 0,0    | 90 ou +      | 1,6    |
| 3,3    | 75-89 ans    | 2,4    |
| 19,0   | 60-74 ans    | 21,5   |
| 30,1   | 45-59 ans    | 29,6   |
| 14,6   | 30-44 ans    | 18,5   |
| 12,9   | 15-29 ans    | 9,4    |
| 20,1   | 0-14 ans     | 16,9   |

| Hommes | Classe d’âge | Femmes |
| ------ | ------------ | ------ |
| 0,6    | 90 ou +      | 1,6    |
| 6,3    | 75-89 ans    | 8,1    |
| 15,5   | 60-74 ans    | 16,2   |
| 21     | 45-59 ans    | 20,4   |
| 19,8   | 30-44 ans    | 19,8   |
| 16,4   | 15-29 ans    | 15     |
| 20,4   | 0-14 ans     | 18,9   |

### Enseignement

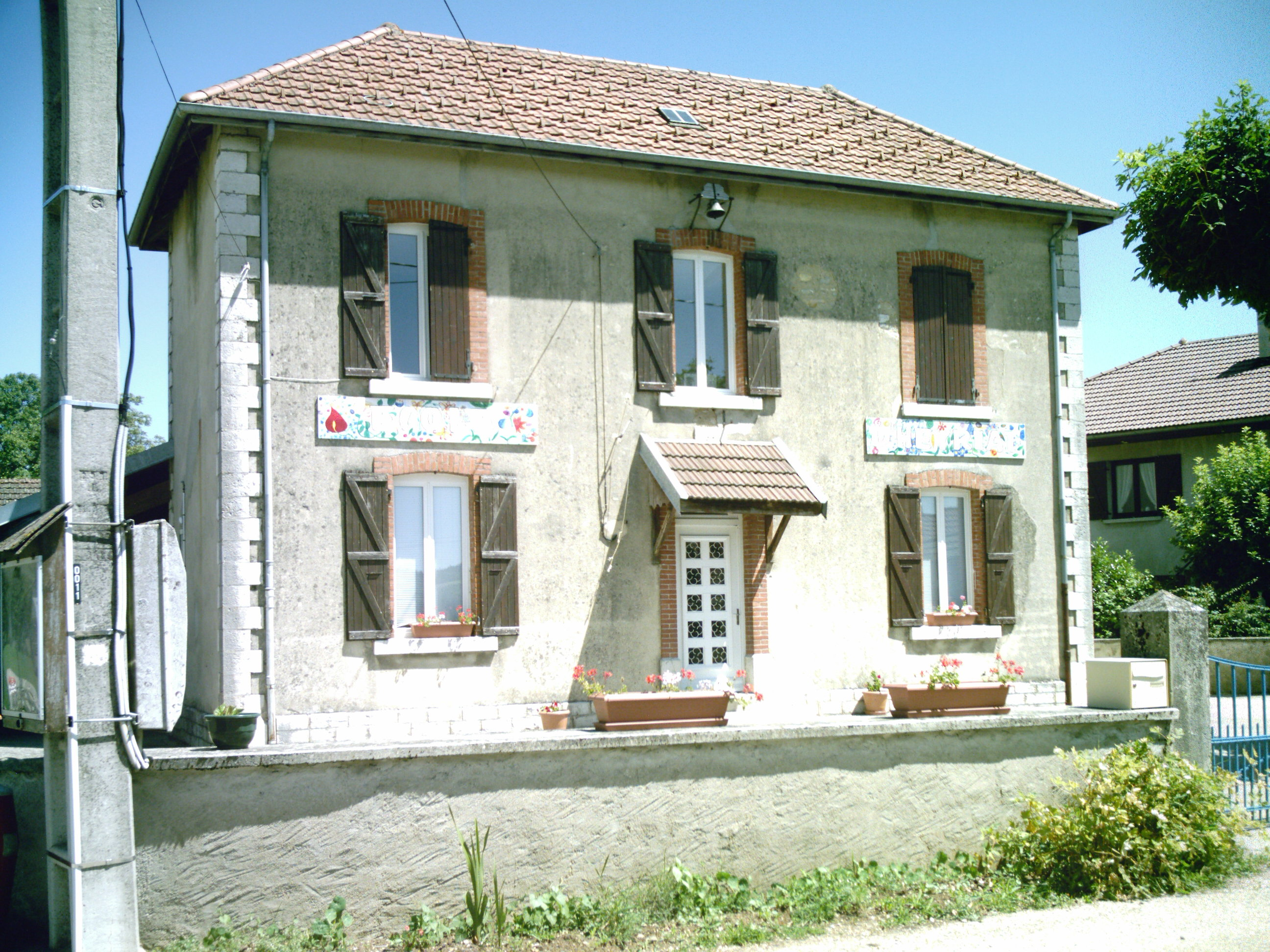
L'école à Heyriat.

La mairie-école de Sonthonnax fut construite en 1866. Ce bâtiment de deux étages abritait deux salles de classe au rez-de-chaussée. Elle est aujourd'hui fermée. Il en est de même pour la mairie-école de Napt, qui a été construite en 1866, elle a été fermée en 1954 car tous les enfants de la commune se rendent aujourd'hui à l'école d'Heyriat. Elle date de 1899 et est composée de deux salles de classe. Les enfants de Crépiat s'y rendent également.
Le collège le plus proche de Sonthonnax est le collège Théodore-Rosset de Montréal-la-Cluse. Le département de l'Ain met à disposition un transport scolaire gratuit le matin et le soir qui passe par plusieurs arrêts dans les différents hameaux de la commune.
Il en est de même pour le transport jusqu'au lycée. Sonthonnax se situe dans le secteur du lycée Xavier-Bichat de Nantua, mais certaines navettes permettent aux jeunes d'aller jusqu'aux lycées Arbez-Carme de Bellignat ou Paul-Painlevé d'Oyonnax suivant les orientations choisies.

### Manifestations culturelles et festivités
La fête communale a lieu le 10 août.

### Santé
Les pharmacies les plus proches sont celles d'Izernore et de Montréal-la-Cluse. Des médecins s'y trouvent également.
Sonthonnax se situe dans le secteur du centre hospitalier du Haut Bugey à Oyonnax. Ce bâtiment ouvert en 2007 a permis le regroupement des hôpitaux d'Oyonnax et de Nantua qui dataient de l'avant-guerre, mais également une mise aux normes de leurs infrastructures.

### Médias
Le journal Le Progrès propose une édition locale aux communes du Haut-Bugey. Il parait du lundi au dimanche et traite des faits divers, des évènements sportifs et culturels au niveau local, national, et international. La chaîne France 3 Rhône Alpes Auvergne est disponible dans la région.

### Personnalités liées à la commune
Le baron Jules Frédéric Auguste Amédée Laguette-Mornay est né au château d'Heyriat en 1780. Il fit l'école militaire de Pont à Mousson en 1797, puis Polytechnique en 1799. Il participa à la bataille d'Austerlitz et à la guerre d'Espagne. Par la suite, il entra dans la garde impériale, mais perdit son bras droit à Wagram. L'Empereur le fit Officier de la Légion d'honneur. Il se retira ensuite à Heyriat pour faire de la politique et de l'agriculture. En 1812, il devient député de l'arrondissement de Nantua. En 1827 il siège à la Chambre des députés, mais démissionne en 1833. Après avoir été nommé maire de Volognat, il y meurt le 19 mai 1845.

## Économie
La commune a longtemps vécu de l'agriculture, jusqu'en 1950 environ. L'amélioration des techniques agricoles permettait de conserver les mêmes surfaces du culture qu'auparavant, sauf qu'en 1992 elles étaient réparties pour sept exploitations. Celles-ci sont également spécialisées dans la production de lait et de fromage.
La plasturgie a pris une place importante dans la commune, car une unité ndustrielle de transformation de matière plastique test implantée à Heyriat. L'artisanat dans les domaines de la menuiserie, de la maçonnerie st également présent dans la commune. En ce qui concerne le reste et la majorité de la population, ils exercent leur activité notamment dans les usines du bassin industriel d'Izernore.

### Revenus de la population et fiscalité
Selon l'enquête de l'INSEE en 1999, les revenus moyens par ménage sont de l'ordre de 20 461 euros par an, alors que la moyenne nationale est de 15 027 euros par an. Par contre, aucun foyer n'est soumis à l'impôt de solidarité sur la fortune.

### Emploi
En 1999, la population de Sonthonnax-la-Montagne se répartissait à 46,9 % d'actifs, ce qui est à peine supérieur au 45,2 % d'actifs de la moyenne nationale, 11,9 % de retraités, un chiffre inférieur au 18,2 % national. On dénombrait également 29,7 % de jeunes scolarisés et 11,6 % d'autres personnes sans activité.
Le taux d'activité de la population des 20 à 59 ans de Sonthonnax-la-Montagne était de 87 %, avec un taux de chômage de 2,1 %, en 1999 donc bien inférieur à la moyenne nationale de 12,9 % de chômeurs. On peut noter que cette tendance est à la hausse puisque 4,6 % de chômeurs sont recensés en 2004.
Répartition des emplois par domaine d'activité
|                             | Agriculteurs | Artisans, commerçants, chefs d'entreprise | Cadres, professions intellectuelles | Professions intermédiaires | Employés | Ouvriers |
| --------------------------- | ------------ | ----------------------------------------- | ----------------------------------- | -------------------------- | -------- | -------- |
| Sonthonnax-la-Montagne      | 0 %          | 7,3 %                                     | 7,3 %                               | 39 %                       | 17,1 %   | 29,3 %   |
| Moyenne nationale           | 2,4 %        | 6,4 %                                     | 12,1 %                              | 22,1 %                     | 29,9 %   | 27,1 %   |
| Sources des données : INSEE |              |                                           |                                     |                            |          |          |

### Entreprises de l'agglomération
On dénombre, en 2004, 12 entreprises dont la majorité sont des services aux particuliers (3), des industries des biens intermédiaires (10) et des commerces (3).
Une seule création d'entreprise a été comptabilisée à Sonthonnax en 2004, ce qui classe la commune au 19 301e rang des communes créatrices d'entreprise en France.

## Culture et patrimoine

### Monuments et lieux touristiques

#### Monuments laïques
- Le château d'Heyriat[27] était la résidence de la famille de Bussy. Il date du début du XIVe siècle. La famille de Menthon en fit l'acquisition au XVIIe siècle puis à la famille de Laguette en 1748, la descendance en est encore le propriétaire aujourd'hui. Le passage des Allemands en 1944 fut difficile pour le château puisqu'il fut incendié, mais des travaux de rénovation ont permis une reconstruction partielle par la suite.

#### Monuments religieux

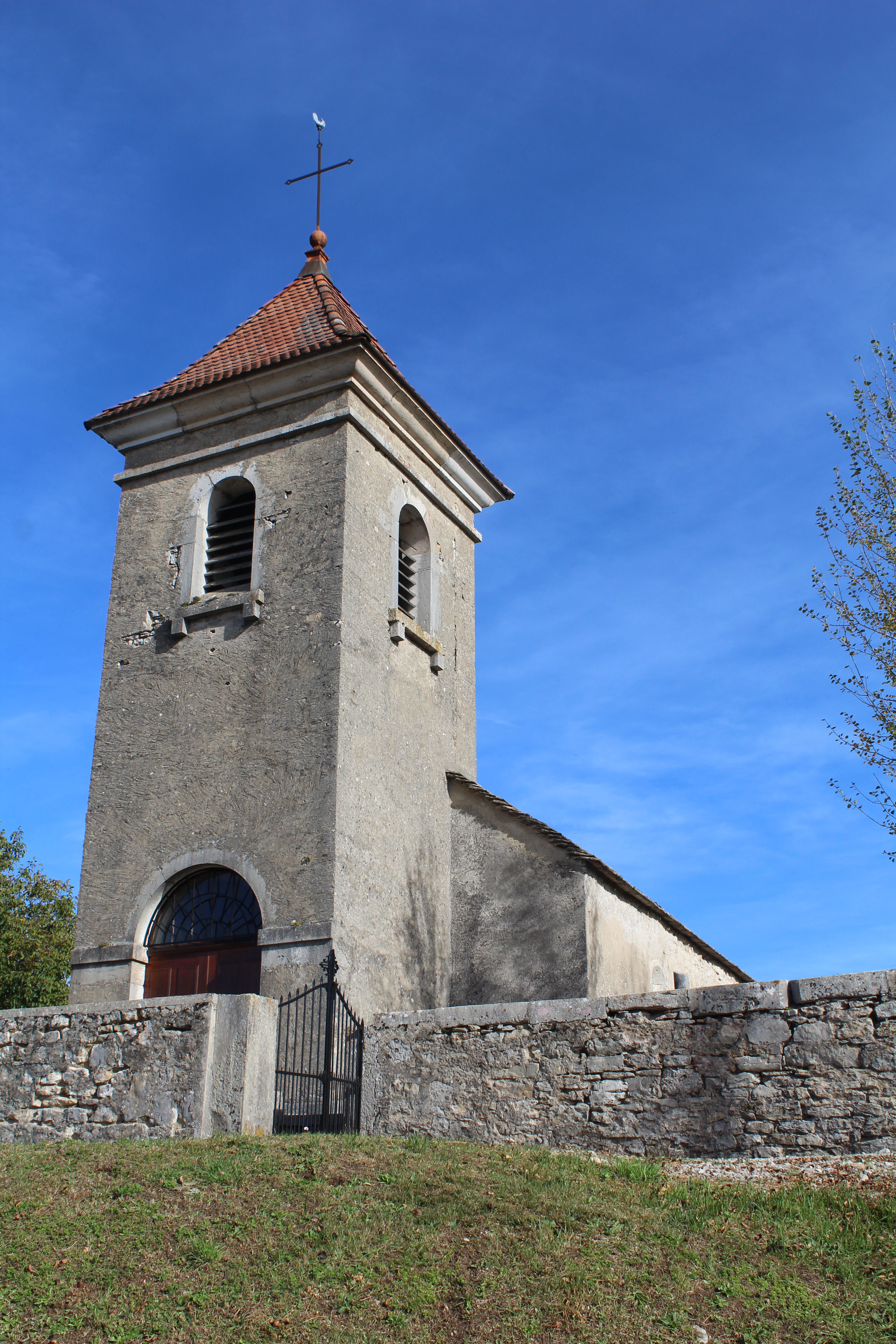
L'église Saint-Laurent de Napt.

- L'église Saint-Laurent de Sonthonnax-la-Montagne[28] est située au cœur du village. Elle est dédiée à saint Laurent, mais à l'origine, elle l'était à saint Donat. Elle est de style gothique et remonte au IXe siècle.
- L'église Saint-Martin de Napt[28] est de style gothique. Elle est dédiée à saint Martin et date du XIIIe siècle ou du XIVe siècle. Elle est au centre du village et est entourée d'un cimetière. La date de construction exacte est inconnue.

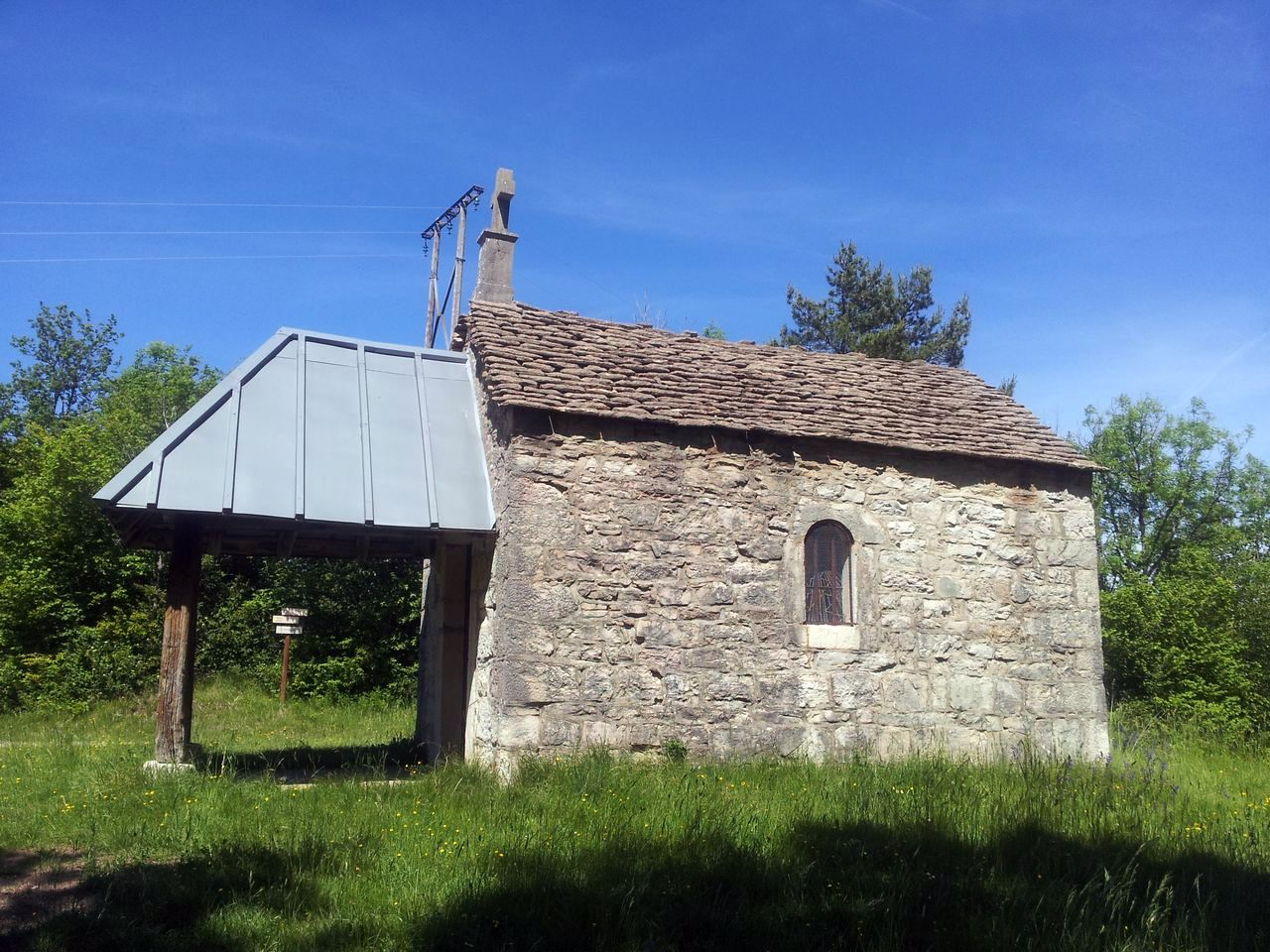
La chapelle dite « des Chasseurs »

- La chapelle dite « des Chasseurs »La chapelle Notre-Dame-de-l'Étoile[28] ou chapelle « des Chasseurs » est située à Napt. Son nom vient du fait que les chasseurs s'y donnaient rendez-vous pour l'ouverture de la chasse. Elle est située sur un belvédère et propose une vue sur la vallée de l'Ain, du Revermont et de la Bresse. Sa consécration a eu lieu le 7 septembre 1856 et un pèlerinage y a lieu le dimanche précédent le 15 août.
- On observe des vestiges de murailles et de canalisation en pierres plates[23] sur le chemin menant de d'Heyriat à Bombois, au lieudit Très le Four. Ils indiquent le lieu où était implanté le monastère de femmes fondé par les frères saint Romain et Lupicin vers 430. Il était confié à la direction de leur sœur, sainte Yode. À la fin du VIe siècle 120 nonnes y étaient recensées. Elles observaient la règle de saint Benoît.